# Marthad
Marthad fou el darrer rei de Qataban al segle ii.
Era fill de Nabat Yuhan`im, que el va associar al tron i al que va succeir a la segona meitat del segle ii. No se sap segur si mantenia la capital a Tamna o havia estat trasllada a l'inici de la dinastia a causa d'esdeveniments mal coneguts però que inclouen l'incendi de la ciutat, testimoniat per l'arqueologia. Es creu que le regne va desaparèixer vers el 170 dC i fou conquerit per Hadramaut, i l'incendi de Tamna podria haver estat causat llavors.